# Sarajevska deklaracija o hrvatskom jeziku
Sarajevska deklaracija o hrvatskom jeziku, bila je sestrinska deklaracija o hrvatskom jeziku Deklaraciji o nazivu i položaju hrvatskog književnog jezika, objavljena u Sarajevu 28. siječnja 1971. godine.
Potaknuo ju je Mile Pešorda, a potpisala su ju sedmorica hrvatskih književnika iz BiH (Vitomir Lukić, Mile Pešorda, Nikola Martić, Veselko Koroman, Mirko Marjanović, Vladimir Pavlović, Stanko Bašić) zalažući se za hrvatsku nacionalnu i kulturnu suverenost i jednakopravnost s drugim narodima u BiH. Objavljena je u nekoliko dnevnih novina (Vjesnik, Oslobođenje, Borba, Politika) pod različitim naslovima. U Vjesniku je objavljena pod naslovom »Kada ćemo odgovoriti Grgi Gamulinu?«.
Njene potpisnike su jugoslavenske vlasti progonile, kao i potpisnike zagrebačke Deklaracije, no za razliku od zagrebačke, o sarajevskoj se u medijima i danas šuti.

## Vanjske poveznice
- Ivica Milivončić, Sjećanje na Sarajevsku deklaraciju o hrvatskom jeziku u BiH. Da se ne zaboravi, Slobodna Dalmacija, 2. veljače 2000.
- Domagoj Vidović, Hrvatski jezik u Bosni i Hercegovini nekad i sad. Sarajevska deklaracija o hrvatskom jeziku // Hrvatski jezik: znanstveno-popularni časopis za kulturu hrvatskoga jezika, sv. 10, br. 1, 2023.